# Polizia militare del Paraná
La Polizia militare del Paraná (PMPR) è un corpo di gendarmeria, parte del sistema di pubblica sicurezza e di protezione sociale dello Stato del Paraná in Brasile e forza ausiliare e di riserva dell'esercito brasiliano. I suoi membri sono designati come "militari dello Stato federato" (della federazione). La missione primaria della Polizia militare è la prevenzione e il mantenimento della ordine pubblico nel Paraná.

## Storia
La PMPR fu creata come una unità di cacciatori (fanteria leggera) nel 1854, sotto il nome di "Forza di polizia". Questa origine era dovuta alla necessità per l'Impero del Brasile di rafforzare l'esercito in situazioni di emergenza. Con la proclamazione della Repubblica, il paese adottò una Costituzione sul modello statunitense, le Province furono trasformate in Stati con un elevato grado di autonomia e le forze di polizia furono convertite in gendarmerie regionali.
La polizia militare del Paranà ha partecipato ad eventi molto importanti per la storia dello Stato, tra cui:
- la Guerra della triplice alleanza
- la Rivoluzione federalista
- la Guerra del Contestado
- la Rivoluzione del 1924
- la Rivoluzione del 1930
- la Rivoluzione del 1932

Questa situazione di emergenza per l'unità nazionale è rimasto fino alla fine della seconda guerra mondiale, con la deposizione del dittatore Getúlio Vargas. Solo dal 1946 la polizia militare ha assunto l'attuale configurazione, una sorta di gendarmeria subordinata allo Stato della Federazione.

## Denominazioni
- 1854 - Forza poliziale.[2]
- 1874 - Corpo di polizia[3]
- 1891 - Corpo militare di polizia[4]
- 1892 - Reggimento di sicurezza[5]
- 1917 - Forza militare[6]
- 1932 - Forza pubblica[7]
- 1939 - Forza poliziale[8]
- 1946 - Polizia militare[9]

## Organizzazione

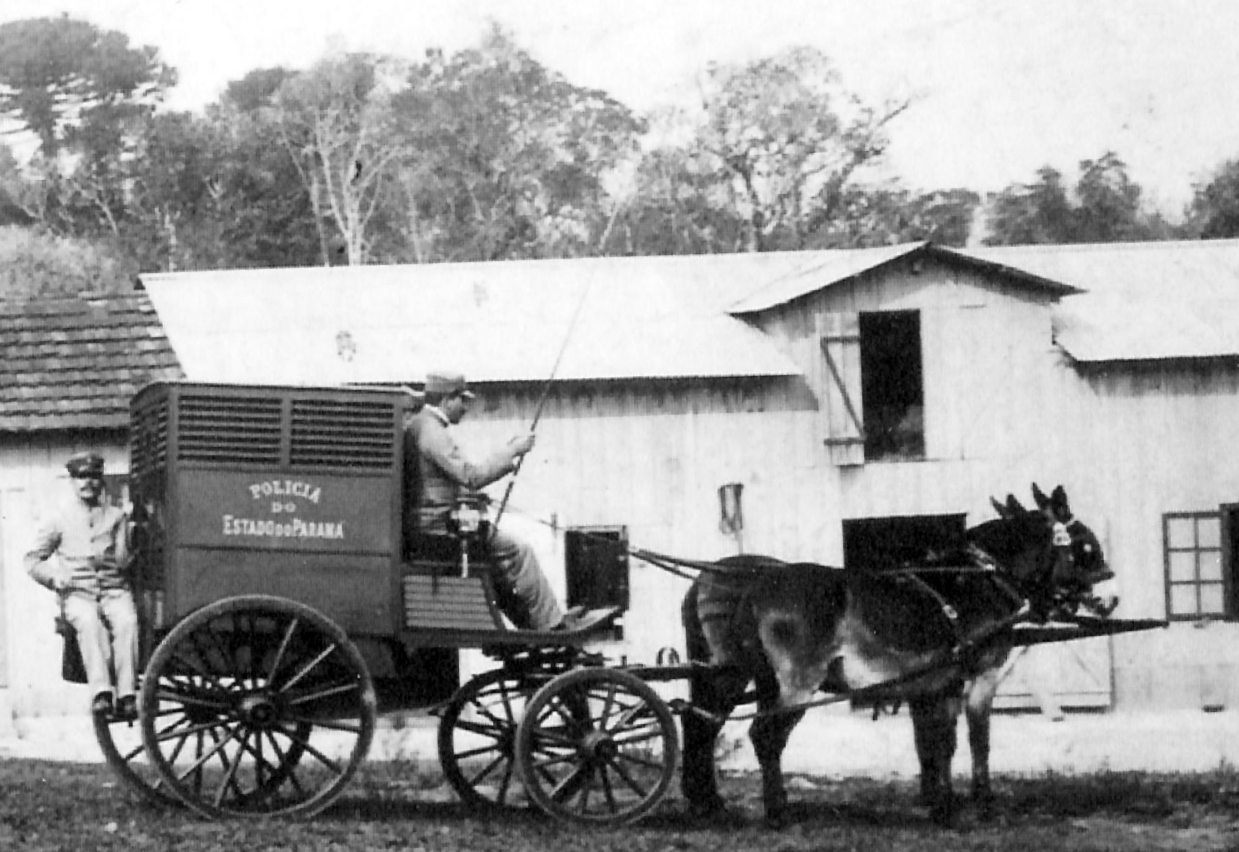
Veicolo per il trasporto di prigionieri - 1909.

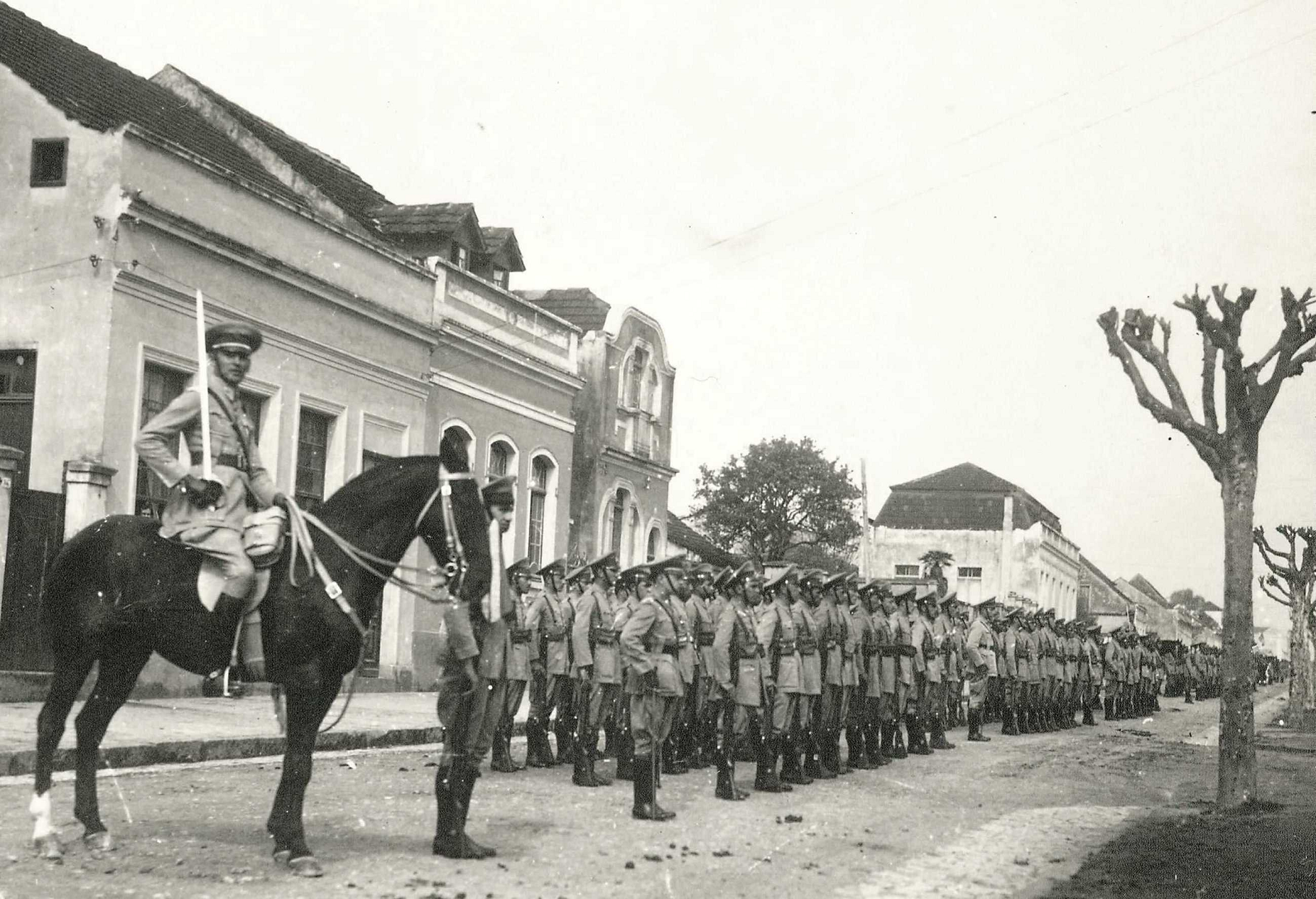
Commemorazione del giorno di
Indipendenza del Brasile - 1938.

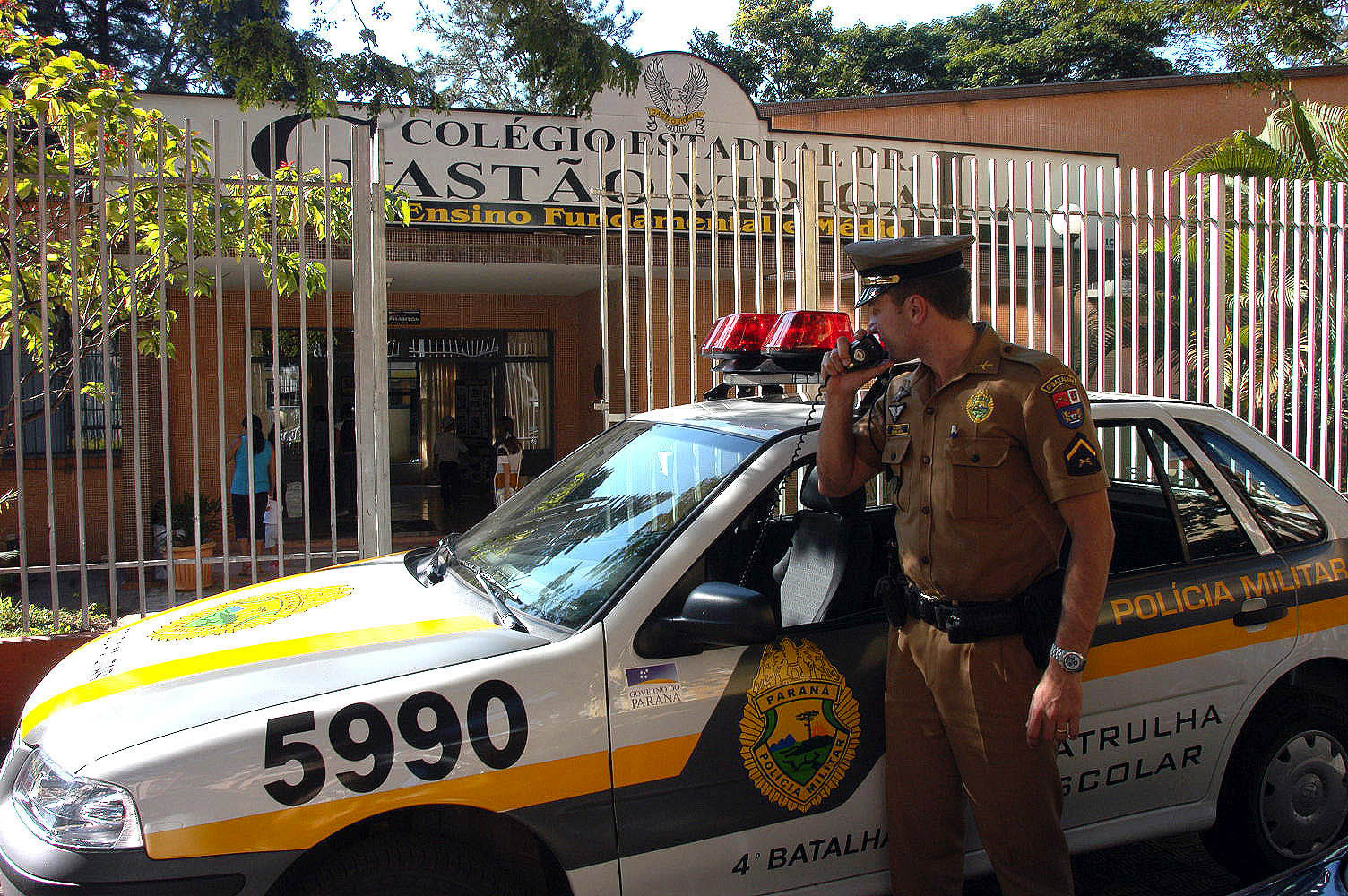
Pattuglia alle scuole - 2008.

La PMPR è organizzata in battaglioni, compagnie e plotoni. I battaglioni hanno sede nei principali centri urbani e le loro compagnie e plotoni sono dislocate, in base alla densità di popolazione, nelle città vicine.
La Polizia Militare del Paraná è presente in tutte le città dello Stato.
Battaglioni di polizia militare
- 1º Battaglione - Ponta Grossa;
- 2º Battaglione - Jacarezinho;
- 3º Battaglione - Pato Branco;
- 4º Battaglione - Maringá;
- 5º Battaglione - Londrina;
- 6º Battaglione - Cascavel;
- 7º Battaglione - Cruzeiro do Oeste;
- 8º Battaglione - Paranavaí;
- 9º Battaglione - Paranaguá;
- 10º Battaglione - Apucarana;
- 11º Battaglione - Campo Mourão;
- 12º Battaglione - Curitiba;
- 13º Battaglione - Curitiba;
- 14º Battaglione - Foz do Iguaçu;
- 15º Battaglione - Rolândia;
- 16º Battaglione - Guarapuava;
- 17º Battaglione - São José dos Pinhais;
- 18º Battaglione - Cornélio Procópio;
- 19º Battaglione - Toledo;
- 20º Battaglione - Curitiba;
- 21º Battaglione - Francisco Beltrão;
- 22º Battaglione - Colombo;
- 23º Battaglione - Curitiba;
  - 1ª Compagnia Indipendente - Lapa;
  - 2ª Compagnia Indipendente - União da Vitória;
  - 3ª Compagnia Indipendente - Telêmaco Borba;
  - 4ª Compagnia Indipendente - Londrina;
  - 5ª Compagnia Indipendente - Umuarama.
  - 6ª Compagnia Indipendente - Ivaiporã;
  - 7ª Compagnia Indipendente - Arapongas;
  - 8ª Compagnia Indipendente - Irati.

Unità Speciali
- Reggimento di polizia a cavallo - Curitiba;
- Battaglione di polizia del traffico Urbano - Curitiba;
- Battaglione di polizia stradale - Curitiba;
- Battaglione di polizia penitenziaria - Piraquara;
- Battaglione di polizia Forestale - São José dos Pinhais;
- Battaglione di pattuglia alle scuole - Curitiba;
- Battaglione di forze speciali - Curitiba;
- Battaglione di polizia di frontiera - Marechal Cândido Rondon;
  - Compagnia indipendente di polizia di guardia - Curitiba;

Comandi amministrativi
- Servizio di Salute;
  - Ospedale della Polizia militare;
  - Centro di medicina veterinaria;
- Servizio logistico;
- Servizio di personale;
- Servizio di finanza;
- Servizio di formazione;.
  - Accademie di polizia militare;
  - Scuola di polizia militare.

## Corpo di pompieri

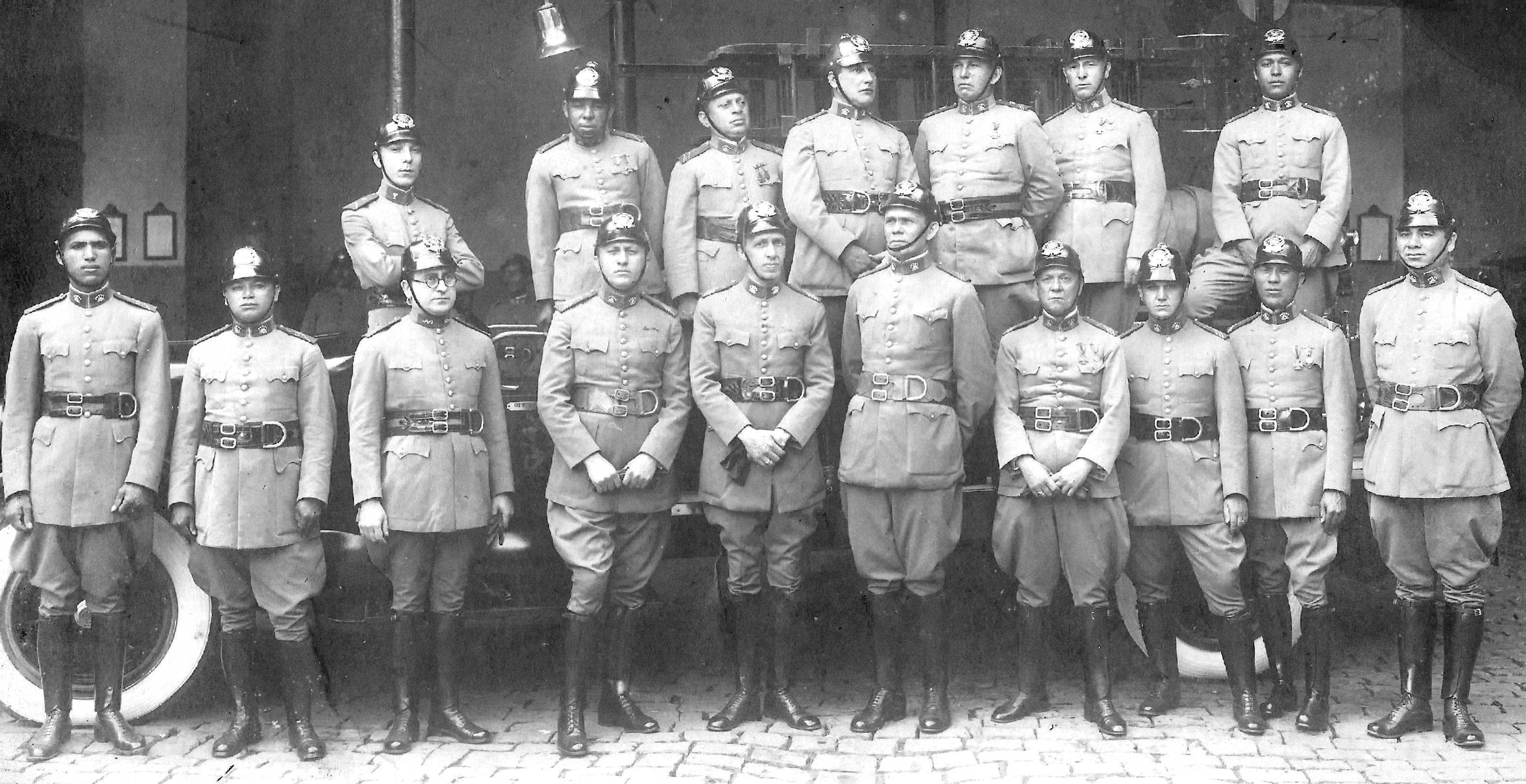
Ufficiali del Corpo di Pompieri - 1923.

Il Corpo di pompieri (vigili del fuoco) del Paraná fu creato nel 1912. I pompieri sono militarizzati come i Sapeurs-pompiers francesi, e incorporati nella struttura della PMPR. Un gruppamento è l'equivalente di un battaglione, e un sottogruppamento è equivalente a una compagnia. I gruppamenti e sottogruppamenti sono basati nei principali centri urbani. Nelle città più piccole la lotta contro il fuoco è fatto da piccoli distaccamenti di pompieri volontari.
- 1° Gruppamento - Curitiba;
- 2° Gruppamento - Ponta Grossa;
- 3° Gruppamento - Londrina;
- 4° Gruppamento - Cascavel;
- 5° Gruppamento - Maringá;
- 6° Gruppamento - São José dos Pinhais;
- 7° Gruppamento - Paranaguá;
- 8° Gruppamento - Foz de Iguaçu;
  - 1° Sottogruppamento Indipendente - Ivaiporã;
  - 2° Sottogruppamento Indipendente - Pato Branco;
  - 3° Sottogruppamento Indipendente - Francisco Beltrão;
  - 4° Sottogruppamento Indipendente - Apucarana;
  - 5° Sottogruppamento Indipendente - Guarapuava;
  - 6° Sottogruppamento Indipendente - Umuarama;
  - Centro d'Insegnamento e Istruzione - Piraquara.

## Uniformi
Dal 1854 fino ai primi anni della Repubblica la PMPR utilizzò il blu nelle loro uniformi. Nel 1912 fu adottato il colore cachi, che per tradizione è ancora in uso oggi. I pompieri indossano le stesse uniformi della Polizia militare, aggiungendo i loro scudetti e insegne.